# Lyman Cornelius Smith

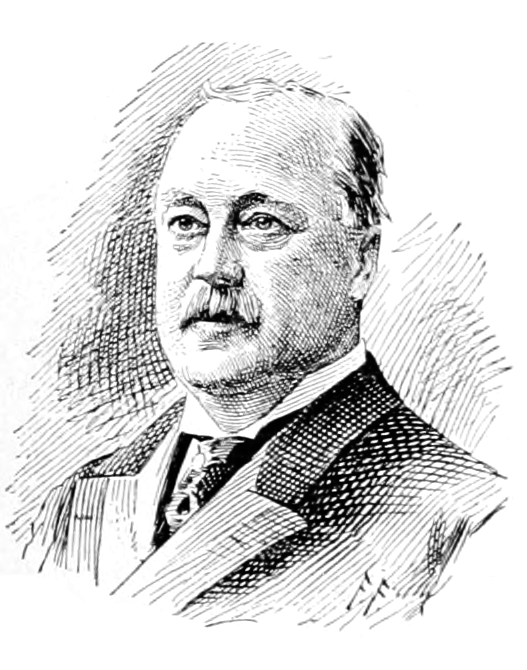
Lyman Cornelius Smith 1910 (circa)

Lyman Cornelius Smith (31 de março de 1850 Torrington, Connecticut — 05 de novembro de 1910 Syracuse, Nova Iorque), foi um empresário Norte americano, que teve destaque no setor madeireiro; no de armamento (não confundir com o Smith da Smith & Wesson) e no de máquinas de escrever e calculadoras.